# Ze sceny (box set Jacka Kaczmarskiego)
Ze sceny – dwudziestopłytowy zestaw zawierający wybrane nagrania koncertowe Jacka Kaczmarskiego wydany przez EMI Music Poland w 2012 roku. Znajduje się w nim 13 koncertów, pochodzących z lat 1981–2001, oraz zbiór materiałów dodatkowych. Oprócz wyjątkowej wartości artystycznej, materiał charakteryzuje się też świetną jakością techniczną – aż 9 spośród koncertów nagranych zostało cyfrowo. Box set miał premierę 19 czerwca 2012 roku. Redaktorem wydania był Krzysztof Nowak – kolekcjoner, przyjaciel i znawca twórczości Jacka Kaczmarskiego.

## Zawartość zestawu[1]
- CD 1 – Batory ’81 – 79:39
- CD 2 – Koncert ’83. Część I – 69:49
- CD 3 – Koncert ’83. Część II – 70:37
- CD 4 – RPA Live. Część I – 70:23
- CD 5 – RPA Live. Część II – 71:58
- CD 6 – Pijany poeta – 74:09
- CD 7 – Wojna postu z karnawałem – „Riviera”. Część I – 51:23
- CD 8 – Wojna postu z karnawałem – „Riviera”. Część II – 48:33
- CD 9 – Gitarą i piórem – 72:31
- CD 10 – Kwestia odwagi. Część I – 66:47
- CD 11 – Kwestia odwagi. Część II – 36:41
- CD 12 – Koncert na XX-lecie. Część I – 71:44
- CD 13 – Koncert na XX-lecie. Część II – 67:34
- CD 14 – Złota płyta „Krzyk” – 69:15
- CD 15 – Powtórka z Odysei – 60:32
- CD 16 – 20 (5) lat później – suplement – 73:25
- CD 17 – Radio Wrocław – suplement – 76:09
- CD 18 – Komedia ludzka. Część I – 54:55
- CD 19 – Komedia ludzka. Część II – 48:28
- CD 20 – Mimochodem – suplement – 25:34

## Batory ’81
Najstarszy koncert zamieszczony w tym boksie, nigdy wcześniej niepublikowany oraz jeden z zaledwie kilku materiałów pochodzących z wczesnego okresu działalności artystycznej Jacka Kaczmarskiego w dobrej jakości technicznej. Koncert zarejestrowano w styczniu 1981 roku w Liceum im. Stefana Batorego w Warszawie.
Słowa:
- Jacek Kaczmarski (3-16, 18, 19-24)
- Jacek Kaczmarski wg W. Wysockiego (1, 2, 26)
- sł. tradycyjne, tł. Jacek Kaczmarski (17)
- Jacek Kaczmarski wg Jurija Wizbora (25)

Muzyka:
- Jacek Kaczmarski
- muz. tradycyjna (17)
- Lluís Llach i Grande (23)

Lista utworów:
1. „Nie lubię” (01:43)
2. „Ze sceny” (02:50)
3. „Przedszkole” (02:26)
4. „Ballada o powitaniu” (01:58)
5. „Ballada o ubocznych skutkach alkoholizmu” (02:48)
6. „Poczekalnia” (03:29)
7. „Manewry” (02:58)
8. „Starzy ludzie w autobusie” (02:17)
9. „Kosmonauci” (01:48)
10. „Lekcja historii klasycznej” (02:33)
11. „Kasandra” (02:27)
12. „Pompeja lupanar” (04:34)
13. „Pompeja” (03:12)
14. „Przypowieść o ślepcach” (01:59)
15. „Mistrz Hieronimus van Aeken z Hertogenbosch, zwany Boschem” (03:01)
16. „Sen Katarzyny II” (02:08)
17. „Czarne suchary” (02:47)
18. „Encore, jeszcze raz” (04:11)
19. „Starość Piotra Wysockiego” (01:36)
20. „Ballada o spalonej synagodze” (02:35)
21. „Świadkowie” (04:13)
22. „Źródło” (03:16)
23. „Mury” (04:24)
24. „Epitafium dla Włodzimierza Wysockiego” (08:14)
25. „Spotkanie w porcie” (03:01)
26. „Obława” (03:17)

## Koncert ’83. Część I
Najdłuższy i najbardziej rozbudowany spośród kilku zapisów paryskich koncertów Jacka Kaczmarskiego, które, przemycone do Polski podczas stanu wojennego, trafiły do podziemnych wydawnictw. W skład koncertu wchodzą 44 pieśni, zawierające materiał z programu Zbroja oraz liczne piosenki pochodzące z programów stworzonych razem z Przemysławem Gintrowskim i Zbigniewem Łapińskim w Polsce przed wprowadzeniem stanu wojennego.
Koncert zarejestrowano w Paryżu w 1983 roku.
Słowa:
- Jacek Kaczmarski (3-24)
- Jacek Kaczmarski wg W. Wysockiego (1, 2)

Muzyka:
- Jacek Kaczmarski (1-7, 10-13, 15-18, 20-24)
- Przemysław Gintrowski (8, 9, 19)
- Zbigniew Łapiński (14)

Lista utworów:
1. „Ze sceny” (03:06)
2. „Nie lubię” (01:59)
3. „Kasandra” (02:54)
4. „Pompeja lupanar” (04:54)
5. „Pompeja” (03:15)
6. „Strącanie aniołów” (02:28)
7. „Wygnanie z raju” (03:09)
8. „Walka Jakuba z aniołem” (02:21)
9. „Rzeź niewiniątek” (01:55)
10. „Lekcja historii klasycznej” (02:26)
11. „Przypowieść o ślepcach” (02:04)
12. „Mistrz Hieronimus van Aeken z Hertogenbosch, zwany Boschem” (02:56)
13. „Misja” (02:54)
14. „Karmaniola” (02:18)
15. „Krajobraz po uczcie” (03:12)
16. „Starość Piotra Wysockiego” (01:59)
17. „Ballada o spalonej synagodze” (02:48)
18. „Źródło” (03:38)
19. „Arka Noego” (03:11)
20. „Prośba” (03:17)
21. „Marsz intelektualistów” (02:46)
22. „Świadectwo” (03:33)
23. „Artyści” (02:45)
24. „Kołysanka (1982)” (04:02)

## Koncert ’83. Część II[a]
Słowa:
- Jacek Kaczmarski (1-5, 7-20)
- Natan Tenenbaum (6)

Muzyka:
- Jacek Kaczmarski (1-5, 7, 8, 10, 11, 13-15, 17, 18, 20)
- Przemysław Gintrowski (6, 19)
- Zbigniew Łapiński (9, 12, 16)

Lista utworów:
1. „Młody las” (02:45)
2. „Listy” (03:56)
3. „Przyjaciele” (01:48)
4. „Ballada pozytywna” (03:02)
5. „Zbroja” (04:39)
6. „Modlitwa o wschodzie słońca” (02:19)
7. „Rejtan, czyli raport ambasadora” (02:49)
8. „Sen Katarzyny II” (02:04)
9. „Somosierra” (02:15)
10. „Encore, jeszcze raz” (04:48)
11. „Zesłanie studentów” (04:01)
12. „Wigilia na Syberii” (05:10)
13. „Świadkowie” (06:00)
14. „Przedszkole” (02:37)
15. „Ballada o powitaniu” (02:02)
16. „Czerwony autobus” (02:04)
17. „Koncert fortepianowy” (02:20)
18. „Epitafium dla Brunona Jasieńskiego” (04:39)
19. „Wykopaliska” (02:25)
20. „Epitafium dla Włodzimierza Wysockiego” (08:59)

## RPA Live. Część I
Republika Południowej Afryki to bodajże najbardziej egzotyczne z licznych miejsc na świecie, w których miały miejsce koncerty Jacka Kaczmarskiego. Jest to jedyny znany koncert, podczas którego Jacek czyta słynne kiedyś Wspomnienia niebieskiego mundurka – satyryczne teksty na temat milicyjnego aparatu represji w PRL. Koncert zawiera ciekawe, nieraz bardzo rozbudowane zapowiedzi, tworzące wraz ze śpiewanymi utworami pewną spójną opowieść, właściwą z reguły koncertom, na których śpiewany był program Jacka Kaczmarskiego, a nie koncertom złożonym z piosenek zebranych.
Koncert zarejestrowano w Republice Południowej Afryki w maju 1985 roku.
Słowa:
- Jacek Kaczmarski (1, 3-17)
- Natan Tenenbaum (2)

Muzyka:
- Jacek Kaczmarski (1, 3-5, 7, 8, 10-12, 15-17)
- Przemysław Gintrowski (2, 14)
- Zbigniew Łapiński (6, 9, 13)

Lista utworów:
1. „Przejście Polaków przez Morze Czerwone” (05:02)
2. „Modlitwa o wschodzie słońca” (02:55)
3. „Rejtan, czyli raport ambasadora” (05:16)
4. „Krajobraz po uczcie” (03:22)
5. „Sen Katarzyny II” (02:52)
6. „Somosierra” (03:14)
7. „Encore, jeszcze raz” (05:43)
8. „Zesłanie studentów” (04:19)
9. „Wigilia na Syberii” (05:25)
10. „Epitafium dla Brunona Jasieńskiego” (04:39)
11. „Ballada wrześniowa” (02:09)
12. „Świadkowie” (06:40)
13. „Czerwony autobus” (02:21)
14. „Arka Noego” (03:42)
15. „Prośba” (03:39)
16. „Marsz intelektualistów” (03:16)
17. „Listy” (04:28)

## RPA Live. Część II[a]
Słowa:
- Jacek Kaczmarski
- Jacek Kaczmarski, Stanisław Zygmunt (2, 5, 11)
- Jacek Kleyff (8)
- Jacek Kaczmarski wg W. Wysockiego (14, 15)

Muzyka:
- Jacek Kaczmarski (1, 3-5, 7, 8, 10-12, 15-17)
- Jacek Kleyff (8)
- Lluís Llach i Grande (13)

Lista utworów:
1. „Powódź” (02:12)
2. „Wspomnienia niebieskiego mundurka I” (08:51)
3. „Kołysanka (1982)” (03:45)
4. „Nasza klasa” (03:09)
5. „Wspomnienia niebieskiego mundurka II” (04:59)
6. „Wróżba” (02:46)
7. „Świadectwo” (04:17)
8. „O pierwszym skrzypku” (04:14)
9. „Ballada pozytywna” (03:27)
10. „Młodych Niemców sen” (01:33)
11. „Wspomnienia niebieskiego mundurka III” (03:37)
12. „Egzamin” (02:49)
13. „Mury” (05:06)
14. „Obława” (02:36)
15. „Obława II (z helikopterów)” (02:18)
16. „Obława III (Potrzask)” (02:32)
17. „Źródło” (03:53)
18. „Epitafium dla Włodzimierza Wysockiego” (09:56)

## Pijany poeta[2]
Możliwie najpełniejsza rekonstrukcja drugoobiegowych wydań legendarnej sesji nagraniowej z Monachium z października 1988 roku, w której skład wchodzi 21 piosenek i jeden utwór bonusowy. Już rozpoczynający płytę Blues o pustym stole ma istotny wpływ na unikalny charakter całości albumu. Jacek Kaczmarski miał bowiem zwyczaj śpiewania tak zwanych bluesów – improwizowanych utworów, żartobliwie opisujących osoby obecne i zdarzenia mające miejsce na odbywającej się imprezie, i śpiewanych ku uciesze zgromadzonych słuchaczy. Bluesy stanowią więc przykład ulotnych i niepowtarzalnych utworów, a zarazem świadectwo zręczności poetyckiej Jacka Kaczmarskiego. Absolutna niepowtarzalność całego materiału powoduje, że mimo niskiej jakości technicznej wydawca zdecydował się na dołączenie go do zestawu.
Słowa:
- Jacek Kaczmarski (1, 11, 14-16, 18, 20-22)
- Jacek Kaczmarski wg Jurija Wizbora (10)
- Stanisław Staszewski (2-6)
- Jacek Kleyff (9)
- Jacques Brel, tł. Jacek Kaczmarski (13)
- Włodzimierz Wysocki (19)
- sł. tradycyjne (7, 8, 12)
- sł. tradycyjne, tł. Jacek Kaczmarski (17)

Muzyka:
- Jacek Kaczmarski (1, 10, 11, 14-16, 18, 20-22)
- Stanisław Staszewski (2-6)
- Jacek Kleyff (9)
- Jacques Brel (13)
- Włodzimierz Wysocki (19)
- muz. tradycyjna (7, 8, 12, 17)

Lista utworów:
1. „Blues o pustym stole” (01:57)
2. „Inżynierowie z Petrobudowy” (02:21)
3. „Baranek” (03:48)
4. „Celina” (02:32)
5. „Bal kreślarzy” (02:04)
6. „Marianna” (01:42)
7. „Nocny cowboy” (05:29)
8. „Syn ulicy” (03:50)
9. „O pierwszym skrzypku” (03:40)
10. „Spotkanie w porcie” (02:40)
11. „Rondo, czyli piosenka o kacu-gigancie” (02:05)
12. „Toast ukraiński” (01:48)
13. „Pijak” (04:17)
14. „Wędrówka z cieniem” (02:18)
15. „Limeryki o narodach” (07:26)
16. „Bob Dylan” (03:57)
17. „Mufka” (05:22)
18. „Pijany poeta” (01:53)
19. „Sen” (05:38)
20. „Monachium blues” (01:49)
21. „Nasza klasa” (04:02)
22. „Trzy portrety” (03:36)

## Wojna postu z karnawałem –„Riviera”. Część I[2]
Koncertowa wersja programu uznawanego przez wielu słuchaczy Jacka Kaczmarskiego za największe artystyczne dokonanie Tria Kaczmarski, Gintrowski, Łapiński. Koncerty Wojny postu z karnawałem prezentowały nie tylko niezwykle wysoki poziom artystyczny samych utworów, ale także znakomitą formę artystów. W związku z wydaniem studyjnego albumu zarejestrowane wersje koncertowe pozostały nieopublikowane, a to właśnie one najpełniej prezentują walory programu. W celu stworzenia słuchaczom jak najlepszych warunków do tego, by mogli poczuć niepowtarzalną atmosferę koncertów Wojny postu z karnawałem, nagranie zaprezentowano bez montażu – bez wyciszania braw, ze wszystkimi naturalnymi przerwami między utworami.
Koncert zarejestrowano 20 listopada 1992 roku w Sali Widowiskowej „Riviera” w Warszawie.
Wykonawcy:
- Jacek Kaczmarski – śpiew, gitara
- Przemysław Gintrowski – śpiew, gitara
- Zbigniew Łapiński – śpiew, fortepian

Słowa: Jacek Kaczmarski
Muzyka:
- Jacek Kaczmarski (1, 3, 8, 10)
- Przemysław Gintrowski (2, 5, 7, 11)
- Zbigniew Łapiński (4, 6, 9, 12, 13)

Lista utworów:
1. „Antylitania na czasy przejściowe” (03:57)
2. „Kuglarze” (06:21)
3. „Wojna postu z karnawałem” (03:39)
4. „Poranek” (04:06)
5. „Astrolog” (03:41)
6. „Bankierzy” (03:00)
7. „Syn marnotrawny” (03:27)
8. „Cromwell” (03:51)
9. „Bajka średniowieczna” (02:16)
10. „Szulerzy” (02:42)
11. „Ja” (05:43)
12. „Portret zbiorowy w zabytkowym wnętrzu” (03:28)
13. „Epitafium dla Sowizdrzała” (05:15)

## Wojna postu z karnawałem – „Riviera”. Część II[a]
Wykonawcy:
- Jacek Kaczmarski – śpiew, gitara
- Przemysław Gintrowski – śpiew, gitara
- Zbigniew Łapiński – śpiew, fortepian

Słowa: Jacek Kaczmarski
Muzyka:
- Jacek Kaczmarski (1, 5, 9)
- Przemysław Gintrowski (2, 3, 6, 8, 10)
- Zbigniew Łapiński (4, 7)

Lista utworów:
1. „Marcin Luter” (03:46)
2. „Włóczędzy” (03:34)
3. „Pejzaż zimowy” (03:56)
4. „Koniec wojny trzydziestoletniej” (04:20)
5. „Portret zbiorowy we wnętrzu – Dom Opieki” (05:12)
6. „Siedem grzechów głównych” (03:55)
7. „Rozmowa” (04:24)
8. „Kantyczka z lotu ptaka” (08:02)
9. „Jan Kochanowski” (06:27)
10. „Zbigniewowi Herbertowi” (05:01)

## Gitarą i piórem[2]
Płyta składankowa, zawierająca fragmenty kilku krótszych sesji nagraniowych – przede wszystkim autorską audycję radiową Janusza Deblessema z 1993 roku, a także pięć utworów pochodzących z lat 70., z najstarszej profesjonalnej sesji nagraniowej Jacka Kaczmarskiego. Kilka kolejnych piosenek zaprezentowanych zostało ze względu na niezwykle piękny i kreatywny akompaniament fortepianowy. Całości dopełniają trzy nigdy wcześniej niepublikowane utwory: Akompaniator, Monachijskie buki oraz Iskry i łzy.
Wykonawcy:
- Jacek Kaczmarski – śpiew (1-8, 10-16), gitara (1-8, 11-16), fortepian (10)
- Zbigniew Łapiński – śpiew (2-5, 7, 9), fortepian (1-8, 15), keyboard (9)
- Piotr Gierak – śpiew, gitara (10-14)
- Przemysław Gintrowski – śpiew (15)
- Justyna Szafran z zespołem (17)

Słowa:
- Jacek Kaczmarski
- Jacek Kaczmarski wg W. Wysockiego (14)

Muzyka:
- Jacek Kaczmarski (1-3, 5-8, 10-16)
- Zbigniew Łapiński (4, 9)
- Jerzy Satanowski (17)

Rejestracja nagrań:
- 12 września 1993 roku, Piwnica Artystyczna w Górze Kalwarii (1-5)
- 25 maja 1990 roku, Sala Kongresowa w Warszawie (6)
- 4 września 1993 roku, Hala sportowo-widowiskowa w Końskich (7, 8)
- Warszawa, 2005 (9)
- Warszawa, 1977 (10-14)
- XIX KFPP Opole '81 (15)
- Radio Wolna Europa, Monachium, 1984-1990 (16)
- Warszawa, 1996 (widowisko teatralno-muzyczne Znikanie w czterech odsłonach) (17)

Lista utworów:
1. „Wróżba” (04:01)
2. „Na starej mapie krajobraz utopijny” (09:02)
3. „Drzewo genealogiczne” (06:30)
4. „Prosty człowiek” (05:16)
5. „Według Gombrowicza narodu obrażanie” (03:48)
6. „Powódź” (02:51)
7. „Krótka rozmowa między Panem, Chamem i Plebanem” (03:26)
8. „Ballada żebracza (fragment)” (02:56)
9. „Akompaniator” (05:08)
10. „Przybycie tytanów” (03:30)
11. „Starzy ludzie w autobusie” (03:13)
12. „Kosmonauci” (02:05)
13. „Przedszkole” (02:53)
14. „Obława” (03:17)
15. „Epitafium dla Włodzimierza Wysockiego” (08:09)
16. „Monachijskie buki” (02:30)
17. „Iskry i łzy” (03:43)

## Kwestia odwagi. Część I[2]
Oficjalne, przedpremierowe wykonanie gotowego niemal programu Sarmatia. Koncert zarejestrowano 28 listopada 1993 roku w Sali Widowiskowej „Riviera” w Warszawie.
Wykonawcy:
- Jacek Kaczmarski – śpiew, gitara
- Zbigniew Łapiński – śpiew, fortepian

Słowa: Jacek Kaczmarski
Muzyka:
- Jacek Kaczmarski (1, 2, 4, 8, 9, 11-14, 16)
- Zbigniew Łapiński (3, 5-7, 10)
- Georg Friedrich Haendel (15)

Lista utworów:
1. „Do Muzy suplikacja przy ostrzeniu pióra” (02:38)
2. „Na starej mapie krajobraz utopijny” (06:15)
3. „Dobre rady Pana Ojca” (03:30)
4. „Pana Rejowe gadanie” (03:32)
5. „Dzielnica żebraków” (02:06)
6. „Czary skuteczne na swary odwieczne” (03:12)
7. „Prosty człowiek” (02:31)
8. „Elekcja” (04:01)
9. „Pobojowisko” (05:41)
10. „Rokosz” (04:32)
11. „O zachowaniu przy stole” (za J. Kitowiczem) (04:33)
12. „Z XVI-wiecznym portretem trumiennym – rozmowa” (05:31)
13. „Według Gombrowicza narodu obrażanie” (04:50)
14. „Drzewo genealogiczne” (04:48)
15. „Nad spuścizną po przodkach deliberacje” (04:32)
16. „Kwestia odwagi” (04:38)

## Kwestia odwagi. Część II[a]
Wykonawcy:
- Jacek Kaczmarski – śpiew, gitara
- Zbigniew Łapiński – śpiew, fortepian

Słowa: Jacek Kaczmarski
Muzyka:
- Jacek Kaczmarski (4, 5, 8, 9)
- Zbigniew Łapiński (1-3, 6, 7)

Lista utworów:
1. „Scena to dziwna...” (04:02)
2. „Jak długo grać będą...” (03:03)
3. „Kolęda barokowa” (03:48)
4. „Przeczucie (Cztery pory niepokoju)” (03:24)
5. „Wojna postu z karnawałem” (03:03)
6. „Poranek” (04:13)
7. „Rozmowa” (04:00)
8. „Jan Kochanowski” (06:04)
9. „Zbroja” (05:06)

## Koncert na XX-lecie. Część I[2]
Koncert zarejestrowano 11 grudnia 1996 roku w Sali Widowiskowej „Riviera” w Warszawie. Tytułowe dwudziestolecie to dwadzieścia lat działalności artystycznej Jacka Kaczmarskiego – poeta rozpoczął ją w tejże sali w 1976 roku podczas warszawskiego Jarmarku Piosenki. Był profesjonalnie nagrywany, a pierwsza godzina transmitowana przez Program III Polskiego Radia. Należy też do trzech najdłuższych koncertów artysty (wszystkie zamieszczone w boksie Ze sceny) – trwa 2 godziny i 20 minut.
Słowa:
- Jacek Kaczmarski
- Jacek Kaczmarski wg W. Wysockiego (1)

Muzyka:
- Jacek Kaczmarski (4, 5, 8, 9)
- muz. tradycyjna (10)

Lista utworów:
1. „Nie lubię” (04:34)
2. „Przedszkole” (02:52)
3. „Nasza klasa” (04:11)
4. „Encore, jeszcze raz” (05:21)
5. „Krajobraz po uczcie” (03:21)
6. „Sen Katarzyny II” (02:58)
7. „Przejście Polaków przez Morze Czerwone” (03:44)
8. „Świadectwo” (02:15)
9. „Ballada pozytywna” (03:28)
10. „Rozbite oddziały” (02:49)
11. „Tradycja” (02:27)
12. „Pan Kmicic” (03:40)
13. „Nasza klasa ′92” (03:25)
14. „Metamorfozy sentymentalne” (04:56)
15. „Wojna postu z karnawałem” (02:45)
16. „Elekcja” (03:34)
17. „Jan Kochanowski” (05:07)
18. „1788” (04:59)
19. „Niech...” (05:24)

## Koncert na XX-lecie. Część II[2]
Słowa:
- Jacek Kaczmarski
- Jacek Kaczmarski wg W. Wysockiego (1, 2)

Muzyka:
- Jacek Kaczmarski (1-8, 10, 11, 13-16)
- Przemysław Gintrowski (9)
- Lluís Llach i Grande (12)
- Zbigniew Łapiński (14)

Lista utworów:
1. „Obława” (03:10)
2. „Obława II” (02:44)
3. „Obława III” (02:49)
4. „Przeczucie (Cztery pory niepokoju)” (03:20)
5. „Rublow” (05:39)
6. „Zmartwychwstanie Mandelsztama” (02:52)
7. „Zbroja” (05:15)
8. „Źródło” (04:16)
9. „Arka Noego” (03:25)
10. „Konfesjonał” (04:05)
11. „Bob Dylan” (04:25)
12. „Mury” (04:37)
13. „Epitafium dla Włodzimierza Wysockiego” (10:32)
14. „Scena to dziwna...” (03:19)
15. „Odmiennych, mową, wiarą, obyczajem...” (03:13)
16. „Ilu nas w ciszy...” (03:58)

## Złota płytaKrzyk[2]
Zapis koncertu, który odbył się 7 listopada 1999 roku w Teatrze Dramatycznym w Warszawie z okazji uzyskania przez program Jacka Kaczmarskiego i Zbigniewa Łapińskiego Krzyk statusu złotej płyty. Jest to prawdopodobnie przedostatni wspólny występ Kaczmarskiego i Łapińskiego.
Wykonawcy:
- Jacek Kaczmarski – śpiew, gitara
- Zbigniew Łapiński – śpiew (11-20), fortepian

Słowa: Jacek Kaczmarski
Muzyka:
- Jacek Kaczmarski (1-3, 5-9, 11-13, 15-18, 20)
- Zbigniew Łapiński (4, 10, 14, 19)

Lista utworów:
1. „Przedszkole” (03:33)
2. „Nie lubię” (02:14)
3. „Manewry” (03:32)
4. „Pustynia '80” (02:09)
5. „Kasandra” (02:53)
6. „Ballada o spalonej synagodze” (03:09)
7. „Kara Barabasza” (03:21)
8. „Lalka, czyli polski pozytywizm” (03:28)
9. „Barykada (Śmierć Baczyńskiego)” (03:22)
10. „Czerwony autobus” (02:14)
11. „Drzewo genealogiczne” (04:31)
12. „Sen Katarzyny II” (02:17)
13. „Na starej mapie krajobraz utopijny” (05:50)
14. „Dobre rady Pana Ojca” (03:19)
15. „Elekcja” (02:52)
16. „Według Gombrowicza narodu obrażanie” (03:32)
17. „Z XVI-wiecznym portretem trumiennym – rozmowa” (06:05)
18. „Krzyk” (02:13)
19. „Rozmowa” (03:52)
20. „Zbroja” (04:52)

## Powtórka z Odysei[2]
Koncert odbył się 23 grudnia 1998 roku w warszawskiej Piwnicy pod Harendą – miejscu niemal kultowym dla wielbicieli twórczości Jacka Kaczmarskiego. Połowę występu zapełniły piosenki ze wspólnego programu Kaczmarskiego i Łapińskiego Szukamy stajenki. Następnie artyści wykonali pięć „evergreenów” ze swojego wspólnego repertuaru. Dwie ostatnie piosenki pochodzą z powstającego wówczas programu Dwie skały.
Wykonawcy:
- Jacek Kaczmarski – śpiew, gitara (10-17)
- Zbigniew Łapiński – śpiew (1-9, 12, 14), fortepian (1-15)
- Jacek Majewski – gitara (16, 17)

Słowa: Jacek Kaczmarski
Muzyka:
- Jacek Kaczmarski (3, 4, 7, 8, 10-12, 14-17)
- Zbigniew Łapiński (1, 2, 5, 6, 9)
- muz. tradycyjna (13)

Lista utworów:
1. „Wigilia na Syberii” (05:15)
2. „Jak długo grać będą...” (02:53)
3. „Odmiennych mową, wiarą, obyczajem...” (03:08)
4. „Nad uśpioną Galileą...” (02:52)
5. „Kolęda barokowa” (03:39)
6. „Straszny rwetes, bracie ośle...” (03:04)
7. „Lśnij, nieboskłonie...” (04:36)
8. „Ilu nas w ciszy...” (03:12)
9. „W kołysce Ziemi Obiecanej...” (03:17)
10. „Przeczucie (Cztery pory niepokoju)” (03:26)
11. „Warchoł” (03:21)
12. „Z XVI-wiecznym portretem trumiennym – rozmowa” (05:41)
13. „Rozbite oddziały” (03:08)
14. „Sen Katarzyny II” (02:20)
15. „Nasza klasa” (04:19)
16. „Powtórka z Odysei” (03:39)
17. „Prapradziadek” (02:46)

## 20 (5) lat później – suplement[2]
Płyta zawiera niepublikowane utwory z koncertowej sesji nagraniowej albumu Dwadzieścia (5) lat później, która odbyła się 22 grudnia 2000 roku w warszawskiej Piwnicy pod Harendą. Pod względem poziomu artystycznego, uznawany jest za jeden z najlepszych występów Jacka Kaczmarskiego w całej jego karierze.
Słowa:
- Jacek Kaczmarski
- Jacek Kaczmarski wg W. Wysockiego (21)

Muzyka:
- Jacek Kaczmarski (1-13, 15, 16, 18-21)
- Zbigniew Łapiński (14)
- muz. tradycyjna (17)

Lista utworów:
1. „Pożegnanie Okudżawy” (04:26)
2. „Nasza klasa” (04:03)
3. „Z XVI-wiecznym portretem trumiennym – rozmowa” (05:20)
4. „Świadectwo” (02:06)
5. „Sen Katarzyny II” (02:23)
6. „Jałta” (03:49)
7. „Przeczucie (Cztery pory niepokoju)” (03:18)
8. „Według Gombrowicza narodu obrażanie” (03:24)
9. „Encore, jeszcze raz” (05:18)
10. „Krzyk” (02:19)
11. „Warchoł” (02:55)
12. „Głupi Jasio” (04:23)
13. „Czaty śmiełowskie” (03:38)
14. „Czerwony autobus” (02:13)
15. „Metamorfozy sentymentalne” (03:08)
16. „Wyschnięte strumienie” (02:06)
17. „Karnawał w „Victorii” (02:55)
18. „Postmodernizm” (02:01)
19. „Między nami” (04:37)
20. „Niech...” (05:42)
21. „Obława” (03:24)

## Radio Wrocław – suplement[2]
Materiał zarejestrowany w dniach 28 czerwca – 4 lipca 2001 roku podczas sesji nagraniowej w Dużym Studiu Polskiego Radia Wrocław. Zarejestrowano wówczas niemal 90 utworów, od pierwszych piosenek tj. Ballada o istotkach, aż po nagrania z lat 90. Sesja wrocławska posłużyła do publikacji kilku płyt okolicznościowych. Utwory stamtąd również były publikowane w boksie Suplement. Tym razem zaprezentowano 30 spośród niepublikowanych wcześniej utworów z tej sesji.
Słowa:
- Jacek Kaczmarski
- Jacek Kaczmarski wg Jurija Wizbora (9)
- Jacek Kaczmarski wg W. Wysockiego (10)
- Jacques Brel, tł. Jacek Kaczmarski (26)
- Włodzimierz Wysocki, tł. Jacek Kaczmarski (29)

Muzyka:
- Jacek Kaczmarski (1-13, 15, 16, 18-21)
- Jacques Brel (26)
- Włodzimierz Wysocki (29)

Lista utworów:
1. „Litania” (02:03)
2. „Ballada o powitaniu” (01:52)
3. „Ballada o drapieżniej bestii” (01:42)
4. „Psy” (01:17)
5. „Dzwon” (01:41)
6. „Młody Bachus” (02:09)
7. „Hymn wieczoru kawalerskiego, czyli żale polonistycznych degeneratów” (03:49)
8. „Ballada o ubocznych skutkach alkoholizmu” (02:43)
9. „Spotkanie w porcie” (02:32)
10. „Koń wyścigowy” (01:36)
11. „Pielgrzymka” (02:25)
12. „Zmartwychwstanie Mandelsztama” (02:18)
13. „Widzenie” (02:18)
14. „Aleksander Wat” (03:10)
15. „Przejście Polaków przez Morze Czerwone” (03:34)
16. „Tradycja” (02:10)
17. „Ostatnie dni Norwida” (02:36)
18. „Barykada (Śmierć Baczyńskiego)” (02:40)
19. „Mury '87 (Podwórko)” (02:57)
20. „Przeczucie (Cztery pory niepokoju)” (03:01)
21. „Konfesjonał” (03:30)
22. „Wygnanie z raju” (03:07)
23. „Lalka, czyli polski pozytywizm” (03:13)
24. „Ballada żebracza” (03:18)
25. „Wizyta krewnej z zagranicy” (02:06)
26. „Pijak” (04:14)
27. „Rondo, czyli piosenka o kacu-gigancie” (01:45)
28. „Pijany poeta” (01:11)
29. „Statki” (01:37)
30. „Pan Wołodyjowski” (02:38)

## Komedia ludzka. Część I[2]
Zapis koncertu, który odbył się w Tarnowie 12 października 2001 roku w ramach V Festiwalu Komedii „Talia”. Jest to – nie licząc koncertów z programem Mimochodem – ostatni zarejestrowany pełnowymiarowy koncert Jacka Kaczmarskiego.
Słowa:
- Jacek Kaczmarski

Muzyka:
- Jacek Kaczmarski (1-6, 8-11, 13, 14)
- Zbigniew Łapiński (7)
- muz. tradycyjna (12)

Lista utworów:
1. „Głupi Jasio” (05:53)
2. „Warchoł” (03:18)
3. „Starzy ludzie w autobusie” (04:01)
4. „Świadectwo” (02:27)
5. „Diabeł mój” (02:21)
6. „Amanci panny S.” (03:52)
7. „Dobre rady Pana Ojca” (03:33)
8. „Elekcja” (04:18)
9. „Rejtan, czyli raport ambasadora” (03:42)
10. „Romans historiozoficzno-erotyczny o princessie Doni i parobku Ditku ze wstawką etnograficzną” (08:42)
11. „Coś Ty!” (03:12)
12. „Karnawał w Victorii” (03:35)
13. „Źródło wszelkiego zła” (03:19)
14. „Postmodernizm” (02:48)

## Komedia ludzka. Część II[a]
Słowa i muzyka: Jacek Kaczmarski
Lista utworów:
1. „Rechot Słowackiego” (05:58)
2. „Czaty śmiełowskie” (04:26)
3. „Według Gombrowicza narodu obrażanie” (03:27)
4. „Metamorfozy sentymentalne” (05:12)
5. „Piosenka zza miedzy” (03:18)
6. „Przyśpiewka byle jaka o europejskości Polaka” (03:36)
7. „Przepowiednia Jana Chrzciciela” (05:48)
8. „Dwadzieścia lat później” (04:15)
9. „Upadek Ikara” (06:00)
10. „Niech...” (06:32)

## Mimochodem– suplement[2]
Uzupełnienie sesji nagraniowej programu Mimochodem, zarejestrowanej w Muzycznym Studiu Polskiego Radia im. Agnieszki Osieckiej w Warszawie 5 grudnia 2001 roku. Mimo że koncert zorganizowany był w celu zarejestrowania programu, poeta, który przyzwyczaił swoich słuchaczy do występów trwających niekiedy ponad dwie godziny, nie chciał, by tym razem czuli się zawiedzeni. Stąd suplement, czyli utwory zarejestrowane po wykonaniu przez Kaczmarskiego programu Mimochodem.
Słowa i muzyka: Jacek Kaczmarski
Lista utworów:
1. „Warchoł” (03:06)
2. „Postmodernizm” (02:36)
3. „Źródło wszelkiego zła” (03:03)
4. „Autoportret z psem” (02:27)
5. „Między nami” (04:38)
6. „Jan Kochanowski” (05:06)
7. „Konfesjonał” (04:41)

## Wydania[1]
- 2012 – EMI Music Poland (nr kat. 50999 6 36033 2 3)